# Chelas
Chelas – stacja metra w Lizbonie, na linii Vermelha. Stacja została otwarta w 1998 wraz z rozbudową sieci do strefy Expo ’98.
Stacja znajduje się przy Av. Dr. Augusto de Castro, obokRua André Vidal de Negreiros i Rua Atriz Palmira Bastos, umożliwiając dostęp do Instituto Superior de Engenharia de Lisboa. Projekt architektoniczny jest autorstwa architekta i Ana Nascimento, a instalacje artystyczne Jorge Martins. Podobnie jak najnowsze stacje metra w Lizbonie, jest przystosowana do obsługi pasażerów niepełnosprawnych.
Początkowo planowano nazwać stację Armador.